# Eparchia praska
Eparchia praska – jedna z czterech eparchii Kościoła Prawosławnego Czech i Słowacji, w tym dwóch na terenie Czech. Jej obecnym ordynariuszem jest arcybiskup praski Michał (Dandár).
Główną świątynią eparchii jest sobór katedralny Świętych Cyryla i Metodego w Pradze.

## Historia
Eparchia powstała w 1929 jako administratura Serbskiego Kościoła Prawosławnego. Grupowała parafie, które w 1924 wystąpiły z Czechosłowackiego Kościoła Husyckiego. Pierwszym prawosławnym biskupem praskim został Gorazd (Pavlík). Eparchia działała do 1942, gdy jej struktury zostały faktycznie zniszczone przez niemieckie władze okupacyjne. Reaktywacja administratury nastąpiła dopiero w 1945. Struktura przeszła w jurysdykcję Rosyjskiego Kościoła Prawosławnego i w 1946 została przekształcona w Egzarchat Czechosłowacki, którego pierwszym zwierzchnikiem został przybyły z ZSRR arcybiskup Eleuteriusz (Woroncow). W 1949 z terytorium eparchii wydzielono eparchię ołomuniecko-brneńską. Od 1951 do 1992 ordynariusze eparchii praskiej łączyli urząd z godnością zwierzchnika Kościoła Prawosławnego Czechosłowacji. Po rozpadzie Czechosłowacji w statucie Kościoła pojawiła się poprawka, w której stwierdzono, że urząd ten może sprawować również arcybiskup preszowski.
W 2014 eparchia praska prowadziła 31 parafii, dysponujących 40 cerkwiami i 10 kaplicami. W 2017 r. w eparchii działało 55 parafii.

## Archidekanaty
- karlowarski (4 parafie)
- liberecki (6 parafii)
- pilzneński (9 parafii)
- południowoczeski (3 parafie)
- praski (10 parafii)
- środkowoczeski (9 parafii)
- ustecki (10 parafii)
- wschodnioczeski (4 parafie)[4]

## Monastery
- monaster św. Rościsława w Chabařovicach, męski
- monaster Przemienienia Pańskiego w Těšovie, męski
- monaster św. Mikołaja w Karlowych Warach, żeński
- monaster św. Wacława i św. Ludmiły w Loděnicach, żeński[4]